# Brzozowica (powiat przysuski)
Brzozowica – zniesiona nazwa osady w Polsce położona w województwie mazowieckim, w powiecie przysuskim, w gminie Wieniawa.
Nazwa miejscowości została zniesiona z 2022 r.
W latach 1975–1998 miejscowość należała administracyjnie do województwa radomskiego.
Miejscowość znajdowały się 2 budynki mieszkalne i 2 gospodarcze, na zdjęciu satelitarnym geoportalu widać tylko zarys murów ruiny.